# Dafne

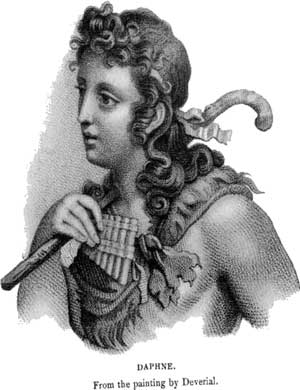
Dafne - Da pintura de Deverial

Na mitologia grega, Dafne (do grego Δάφνη, que significa "loureiro")  era uma ninfa, filha do rio-deus Peneu e primeiro amor de Apolo. Apolo foi induzido a se apaixonar por ela ao ser atingido por uma flecha de ouro de Eros, que também acertou Dafne com uma flecha de chumbo, o que fez a ninfa rejeitar um amor de Apolo. Apolo, porém, começou a persegui-la e ela se sentiu horrorizada ao pensar em amar, preferindo caminhar pelos bosques e caçar.  Apolo a perseguiu suplicando por seu amor, mas a mesma continuou a fugir, inebriada pela flecha de Eros. Cansada de fugir, pediu ao pai que a livrasse da situação. Ele, então, a transformou em loureiro. Apolo disse: "Se não podes ser minha mulher, serás minha árvore sagrada". A partir de então, o deus sempre trazia consigo um ramo de louros. 